# Selle uruguayen
Le Selle uruguayen (espagnol : Silla Uruguayo ou Caballo Deportivo Uruguayo) est un stud-book de chevaux de sport, propre à l'Uruguay.

## Histoire
Le stud-book du Caballo Deportivo Uruguayo est créé en 1992.

## Utilisations
Ces chevaux sont destinés aux sports équestres.

## Diffusion de l'élevage
L'étude menée par l'Université d'Uppsala, publiée en août 2010 pour la FAO, signale le Caballo Deportivo Uruguayo comme race de chevaux locale d'Amérique du Sud dont le niveau de menace est inconnu. Il n'existe pas de relevé des effectifs du stud-book dans la base de données DAD-IS, ni sous le nom de Silla Uruguayo, ni sous celui de Caballo Deportivo Uruguayo.